# Innerortsstraße

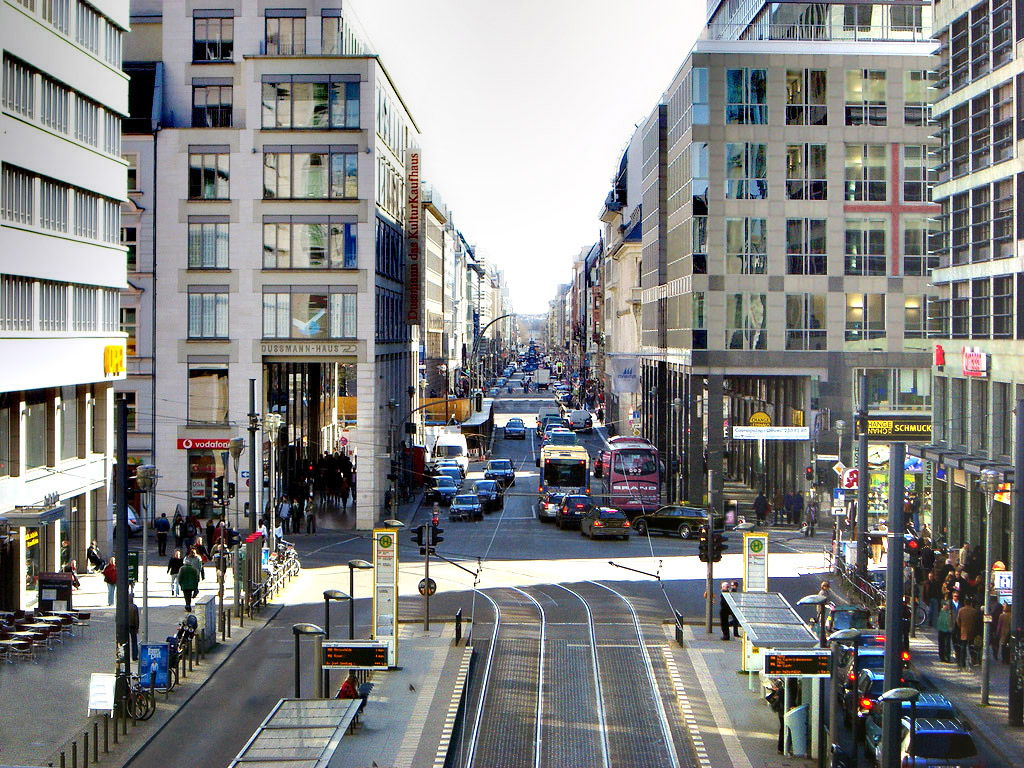
Friedrichstraße (Berlin): Vielfältige Nutzung

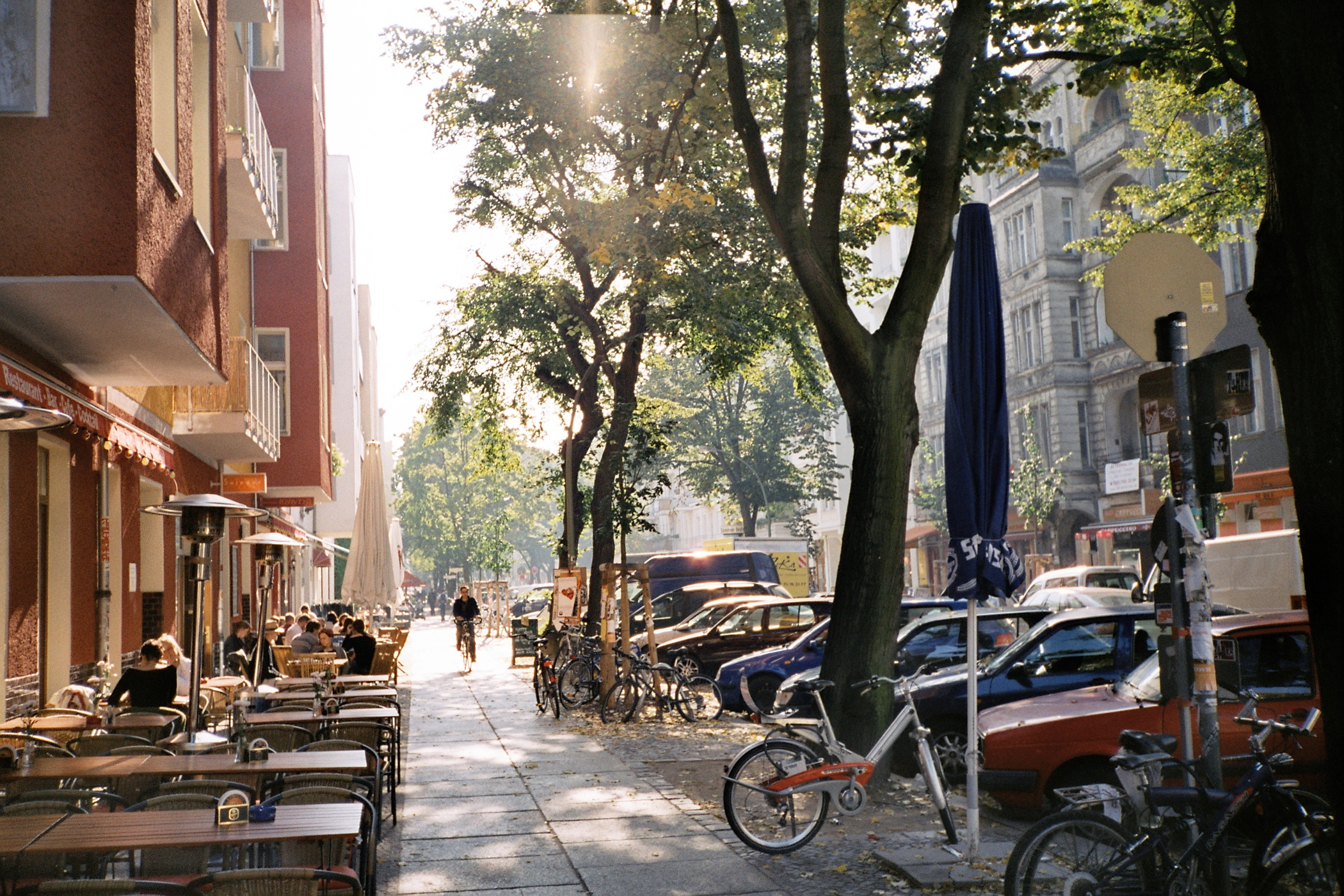
Erdgeschoßnutzung mit Auswirkung auf den Straßenraum (Berlin, Simon-Dach-Straße)

Innerortsstraße (oder Dorfstraße,  Stadtstraße) ist im Verkehrswesen eine innerhalb einer geschlossenen Ortschaft liegende Ortsstraße. Der Fachbegriff in der Verkehrsplanung in Deutschland lautet Stadtstraße, umfasst dann aber (entgegen dem Begriff im engeren Sinn) auch Straßen in kleineren Orten. Pendant ist die Außerortsstraße.

## Allgemeines
Die Innerortsstraße ist keine eigenständige Straßenkategorie. Bezeichnet werden so in Deutschland die Straßen, die in der geschlossene Ortslage liegen, in der Regel gekennzeichnet durch die Ortstafel, die die Innerorts- von der Außerortsstraße trennt. Zu den Ortsstraßen gehören viele Gemeindestraßen, aber auch Ortsdurchfahrten von klassifizierten Straßen, also Bundesstraßen, Landesstraßen (in Bayern und Sachsen: Staatsstraßen) oder Kreisstraßen. Hauptverkehrsstraßen,  Einkaufsstraßen, Fußgängerzonen und Wohnstraßen zählen zu den Innerortsstraßen, aber meist auch Straßen in Gewerbe- oder Industrie- oder Hafengebieten. Die Innerortsstraße wird allein durch die Lage der Ortstafel bestimmt, diese wiederum richtet sich gemäß VwV-StVO und der OD-Richtlinie nach der straßenbegleitenden Bebauung. Grundsätzlich können auch anbaufreie Straßen, also solche ohne durch sie erschlossene Anlieger, Innerortsstraßen sein, wenn sie innerhalb der geschlossenen Ortschaft liegen.
Im Städtebau gibt es für Innerortsstraßen feststehende Straßenquerschnitte, wie sie für den Straßenraum und Straßenbau typisch sind. Diese werden im zuständigen Regelwerk, in Deutschland den Richtlinien für die Anlage von Stadtstraßen dargestellt. Typisch für Innerortsstraßen ist die häufig vielseitige Nutzung des Straßenraumes durch Aufenthalt, Kinderspiel, Fuß-, Rad-, Auto- und den Öffentlichen Personennahverkehr wie zum Beispiel die Straßenbahn.

## Arten
Je nach Verkehrszweck werden in Ortschaften folgende Innerortsstraßen unterschieden:
| Verkehrszweck                 | Straßenart                                                                                                |
| ----------------------------- | --- |
| Fahrtrichtung                 | Einbahnstraße                                                                                             |
| Fußgängerverkehr              | Fußgängerzone                                                                                             |
| Konsum                        | Einkaufsstraße                                                                                            |
| Ortsdurchfahrt                | Durchgangsstraße                                                                                          |
| Ortsstraße                    | Ein- und Ausfallstraße, Privatstraße, Ringstraße                                                          |
| Schnellstraße                 | Stadtautobahn                                                                                             |
| Verkehrsaufkommen             | Hauptstraße, Hauptsammelstraße, Hauptverkehrs- straße, Nebenstraße, Sammelstraße                          |
| Wohnen                        | Wohnstraße                                                                                                |
| Internationale Besonderheiten | Frankreich, Schweiz, Vereinigte Staaten: Avenue, Boulevard Deutschland: Anliegerstraße Russland: Prospekt |

Die Gemeindestraße kann eine Innerortsstraße, Gemeindeverbindungsstraße oder Ortsstraße sein.
Die straßenrechtliche Kategorisierung ergibt sich bei öffentlichen Straßen aus der Straßenbaulast, die mit der Widmung zugewiesen wird. Autobahnen und Kraftfahrstraßen innerhalb geschlossener Ortschaften werden als Außerortsstraßen klassifiziert. Es ist jedoch möglich, dass die Kommune deren Baulastträger ist.

## Abgrenzung
Ortsdurchfahrten sind im Hinblick auf die Straßenbaulast keine Orts- oder Innerortsstraßen, sondern bleiben Bundes-, Landes- oder Kreisstraßen. Eine besondere Situation ergibt sich am Übergang von Bundes- und Landstraße und Innerortsstraße. Durch die Ortstafel am Ortseingang wird der Wechsel der zulässigen Höchstgeschwindigkeit (in der Regel 50 km/h) für Innerortsstraßen angezeigt.

## Landesspezifische Regelungen

### Deutschland
Im deutschen Straßen- und Wegerecht, das insbesondere bei der Straßenbaulast von Bedeutung ist, sind grundsätzlich der Bund der Straßenbaulastträger für die Bundesautobahnen und Bundesstraßen, die Bundesländer für die Landesstraßen (Staatsstraßen in den Freistaaten Bayern und Sachsen), die Landkreise für die Kreisstraßen und die Gemeinden für die Gemeindestraßen.
Das gilt für alle Ortsdurchfahrten von klassifizierten Straßen.
| Straßenbaulastträger         | Straßenkategorie               | Beispiele                                               |
| ---------------------------- | ------------------------------ | ------------------------------------------------------- |
| Bund                         | Bundesautobahnen Bundesstraßen | A4 · B55                                                |
| Bundesländer                 | Landesstraßen Staatsstraßen    | L 232 L St232                                           |
| Landkreise kreisfreie Städte | Kreisstraßen                   | K 125                                                   |
| Gemeinden                    | Gemeindestraßen                | Gemeindeverbindungsstraßen Innerortsstraßen Ortsstraßen |

Davon abweichend können Ortsdurchfahrten von Bundes- und Landes- bzw. Staatsstraßen abhängig von der Einwohnerzahl auch in der Straßenbaulast der jeweiligen Gemeinde stehen.
Im Rahmen der Straßenerschließung tragen in Deutschland die Gemeinden bei reinen Wohnstraßen 25 %, bei wesentlichen Innerortsstraßen 50 % und bei Durchgangsstraßen 75 % der Investitionsausgaben.

Innerortsstraßen liegen gemäß StVO zwischen folgenden Verkehrsschildern:
Beginn einer Innerortsstraße (Zeichen 310-50 StVO)
Ende einer Innerortsstraße (Zeichen 311-50 StVO)

### Österreich
Auch in Österreich ist der Begriff Innerortsstraßen geläufig und wird oft als Abgrenzung zur Freilandstraße verwendet. Die Forschungsgesellschaft Straße – Schiene – Verkehr (FSV) hat März 2020 die „RVS 03.04.12 Planung und Entwurf von Innerortsstraßen“ herausgegeben, die für den Neu- und Umbau von Straßen (gemäß § 2 StVO Abs. 1 Ziffer 1 StVO) innerhalb eines Ortsgebietes (gemäß §§ 2 Abs. 1 Ziffer 15 sowie § 53 Abs. 1 Ziffer 17a StVO) anzuwenden ist und für alle Arten von Innerortsstraßen gilt. Es gibt baurechtliche Regelungen, ihre Anlage hat der RVS-Richtlinie 03.04.12 Querschnittsgestaltung von Innerortsstraßen zu genügen.

### Schweiz
In der Schweiz wird Begriff Innerortsstrasse anstatt der Ortsstrasse bevorzugt wie etwa bei der Avenue de la Paix in Genf (siehe Kategorie:Innerortsstrasse in der Schweiz).